# Цисингуань
Цисингуа́нь (кит. упр. 七星关, пиньинь Qīxīngguān) — район городского подчинения городского округа Бицзе провинции Гуйчжоу (КНР).

## История
После того, как эти места перешли под власть империи Мин, в 1383 году был создан Бицзеский караул (毕节卫), а в 1389 году — Чишуйский караул (赤水卫).
Во времена империи Цин Бицзеский и Чишуйский караулы были в 1687 году объединены в уезд Бицзе.
После вхождения этих мест в состав КНР в 1950 году был создан Специальный район Бицзе (毕节专区), и уезд вошёл в его состав.
В 1970 году Специальный район Бицзе был переименован в Округ Бицзе (毕节地区).
В 1994 году уезд Бицзе был преобразован в городской уезд.
Постановлением Госсовета КНР от 22 октября 2011 года были расформированы округ Бицзе и городской уезд Бицзе, и образован городской округ Бицзе; территория бывшего городского уезда Бицзе стала районом Цисингуань в его составе.

## Административное деление
Район делится на 11 уличных комитетов, 27 посёлков, 2 волости и 4 национальные волости.